# Симеон II Јерусалимски
Симеон II Јерусалимски је био грчки православни патријарх Јерусалима и све Палестине од 1080-их до 1099.
године.
Симеон је постављен за грчког православног патријарха јерусалимског 1080-их. Папа Урбан II му је упутио писмо, позивајући га да призна папски примат како би се постигла унија Римокатоличке и Православне цркве. Цариградски патријарх Николај III  је упозорио Симеона на прихватање папине понуде, подсећајући га на православне ставове о Евхаристији, примату и Никејском символу вере. Симеон је написао коментар о употреби бесквасног хлеба у Евхаристији у Римокатоличкој цркви у одбрану православне праксе. Након што су га Артукиди натерали у изгнанство, настанио се на Кипру.